# 伊什麦达干
伊什麦达干（英語：Ishme-Dagan I）（？—前1741年），古亚述时期的亚述国王（公元前1780年—公元前1741年在位）沙姆希阿达德一世之子继承人，他竭力维护亚述国土，以防止巴比伦入侵。死后由姆特-阿什库尔继位。
| 前任： 沙姆希阿达德一世 | 亚述国王 前1780年—前1741年 | 繼任： 姆特-阿什库尔 |